# Bobby Burri
Bobby Burri (* 1949) ist ein Schweizer Kontrabassist des Fusion und Creative Jazz.

## Leben und Wirken
Burri begann, beeinflusst von Beatmusik, R & B und Jazz, in den 60er Jahren, E-Bass zu spielen, bevor er zum Kontrabass wechselte. Ab 1970 studierte er Kontrabass am Konservatorium Luzern sowie an der Swiss Jazz School. Ab 1972 war er Mitglied des in ganz Europa tourenden Quartetts OM (mit Christy Doran, Urs Leimgruber und Fredy Studer), dem er bis zu ihrer Auflösung 1982 angehörte und mit der er fünf Alben vorlegte. Dann arbeitete er mit Leimgruber im Duo, das sich um Don Friedman und Trilok Gurtu bzw. Joël Allouche erweiterte. In den nächsten Jahren spielte er mit Pierre Favre, Daniel Bourquin und Léon Francioli, aber auch mit dem trio basso (Eckart Schloifer, Othello Liesmann, Wolfgang Güttler) und Barry Altschul sowie mit Albert Mangelsdorff und Manfred Schoof. Dann leitete er ein Quartett mit Tim Berne, Hank Roberts und Leimgruber und ging mit Christy Doran, Hans Koch und Martin Schütz auf Tournee. Auch gab er zahlreiche Solokonzerte, wobei er unterstützt durch Elektronik die klanglichen und rhythmischen Möglichkeiten seines Instruments massiv erweiterte.
Burri ist an der Hochschule Luzern als Dozent für Jazzbass tätig.
2003 wurde Burri mit dem Kunst- und Kulturpreis der Stadt Luzern ausgezeichnet.

## Diskographische Hinweise
- Leimgruber / Friedman / Burri / Allouche Reflexionen Live (Timeless 1986)
- Doran / Studer / Burri / Magnenat Musik für zwei Kontrabässe, Gitarre und Schlagzeug (ECM, 1990)
- Christoph Rüttimann / Fredy Studer / Bobby Burri / Phil Minton / Stephan Wittwer Cactuscrackling (For 4 Ears, 1992)